# Michalakīs Karseras
Michalakīs Karseras, detto anche Lakīs (in greco: Μιχαλάκης Καρσεράς; Larnaca, 30 ottobre 1955), è un ex calciatore cipriota, di ruolo centrocampista.

## Carriera
Tra il 1982 e il 1985, ha preso parte a 4 incontri della nazionale cipriota.